# نیسان ترا
نیسان تررا (انگلیسی: Nissan Terra)
یک شاسی‌بلند سایز متوسط است که توسط نیسان تولید می شود. این خودرو در آوریل ۲۰۱۸ در چین رونمایی شد. تررا در اندازه بین کراس‌اوور کامپکت نیسان ایکس‌تریل و نیسان پاترول قرار گرفته است. نام "Terra" در لاتین به معنی "زمین" است.

### مانیان ترا در ایران
در ایران، مدل نیسان ترا تحت برند مانیان خودرو با نام «مانیان ترا» عرضه می‌شود. این نسخه از نیسان ترا توسط شرکت مانیان خودرو برای پاسخ به نیاز بازار خودروهای شاسی‌بلند آفرودی و طبیعت‌گردی در ایران وارد شده و به‌طور خاص با لوگوی اختصاصی مانیان به فروش می‌رسد. مانیان ترا در واقع نسخه چینی نیسان ترا است که تغییرات فنی و موتوری مناسبی داشته و با موتور ۲ لیتری توربوشارژ و جعبه‌دنده ۸ سرعته اتوماتیک به همراه قابلیت دو دیفرانسیل، عملکرد آفرودی مطلوبی را ارائه می‌دهد.